# Königsberger Diakonie

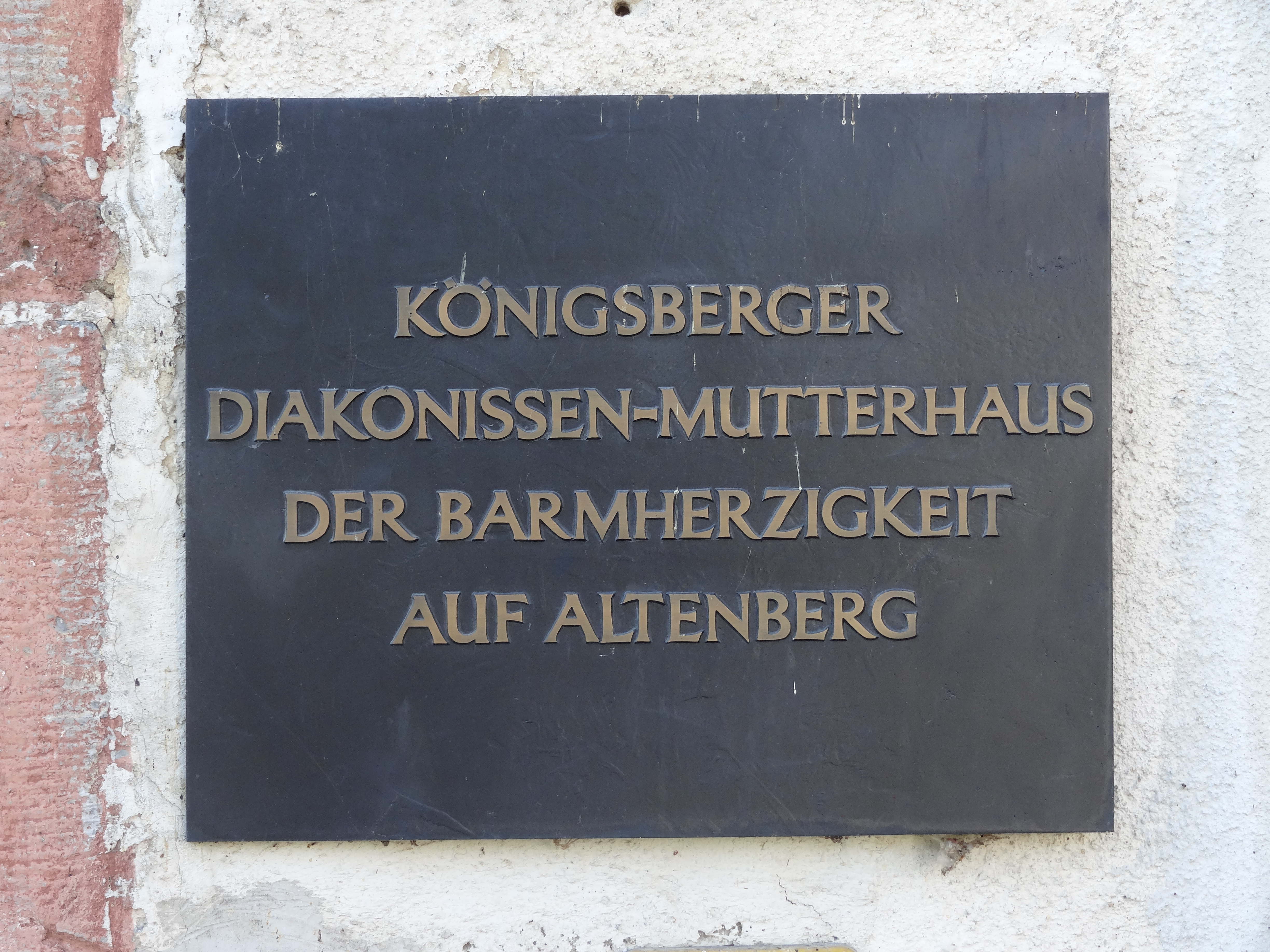
Tafel am Mutterhaus auf Altenberg

Die Königsberger Diakonie (ehemals Königsberger Diakonissen-Mutterhaus der Barmherzigkeit auf Altenberg) ist eine diakonische Einrichtung in Solms-Oberbiel (Altenberg), Wetzlar und Braunfels.

## Gründung und Rechtsform
Die Königsberger Diakonie wurde am 18. Mai 1850 als Krankenhaus der Barmherzigkeit, später mit dem Zusatz Diakonissenanstalt in Königsberg/Preußen durch königlich-preußischen Erlass, in der Rechtsform eines nicht eingetragenen Vereins, gegründet. Die preußischen Adligen Gräfin Magda und Clara zu Dohna-Schlobitten sowie ein Freundeskreis der beiden Adligen trugen maßgeblich zur Gründung des Krankenhauses bei.

## Zweck
Der Zweck ist die Förderung des öffentlichen Gesundheitswesens, der Altenhilfe, der Religion, des Wohlfahrtswesens, der Bildung und Erziehung sowie des Ehrenamtes. Der Zweck wird verwirklicht durch Errichtung, Betrieb und Unterhaltung von Alten- und Krankenpflegeeinrichtungen sowie durch stationäre, teilstationäre und ambulante Hilfsangebote. Darüber hinaus unterhält die Königsberger Diakonie Einrichtungen für betreutes Wohnen, Schulen und Ausbildungsstätten.

## Geistliche Prägung
Geistlich gründet sich die Königsberger Diakonie auf das Evangelium. Der Gründungsname bezieht sich insbesondere auf die biblische Geschichte vom barmherzigen Samariter (Lk 10,25-37 ) und ihre Maxime „Geh hin und handle ebenso“.

## Geschichte
Gegründet wurde das Krankenhaus im Jahr 1850 in Königsberg mit 20 Patientenbetten. Bis zum Zweiten Weltkrieg wuchs die Zahl der Diakonissen und damit auch der Dienst an Kranken und Bedürftigen. 1930 verfügte das Werk über einen Neubau des Krankenhauses mit über 600 Betten und beschäftigte 1.000 Mitarbeiter. Infolge der russischen Besatzung wurden die Diakonissen 1948 aus Königsberg vertrieben. Nach dem Zweiten Weltkrieg gelang ein erster Neubeginn 1948 in Berlin und schließlich im Jahr 1953 auf dem Kloster Altenberg in Solms-Oberbiel.
Die im Jahr zuvor abgebrannte ehemalige Prämonstratenserinnen-Abtei wurde als Mutterhaus wieder aufgebaut. Die Diakonissen fanden neue Tätigkeitsfelder im Wetzlarer Krankenhaus, im städtischen Altenzentrum und im städtischen Kinderheim. Im Jahr 1963 wurde mit dem Bau von Haus Königsberg im Robert-Koch-Weg an der Frankfurter Straße in Wetzlar ein eigenes Diakonie-Zentrum errichtet. Zudem kaufte die Königsberger Diakonie Gelände des ehemaligen Stadtkrankenhauses, auf dem nun das Haus Berlin steht. Bis heute hat sich das Werk durch Neubauten oder die Übernahme von Seniorenwohnanlagen und Pflegeheimen zur größten Altenpflegeeinrichtung im Lahn-Dill-Kreis mit rund 500 Mitarbeitern und 600 Pflegeplätzen in Wetzlar, Braunfels und Hüttenberg entwickelt.

## Vorsteher
Vorsteher des Diakonissen-Mutterhauses waren u. a. Leopold Götz, August Borrmann (1862–1945), Friedrich Stachowitz (1898–1951) und Paul Kaufmann.

## Verbandsmitgliedschaften
Die Königsberger Diakonie ist Mitglied des Kaiserswerther Verbandes deutscher Diakonissen-Mutterhäuser und des Diakonischen Werkes der Evangelischen Kirche im Rheinland und somit Teil der freien Wohlfahrtspflege.